# Кемден (округ, Міссурі)
Шаблон:StateAbbr_ 38°02′ пн. ш. 92°46′ зх. д. / 38.03° пн. ш. 92.77° зх. д.
Округ Кемден (англ. Camden County) — округ (графство) у штаті Міссурі, США. Ідентифікатор округу 29029.

## Історія
Округ утворений 1841 року.

## Демографія
За даними перепису
2000 року
загальне населення округу становило 37051 осіб, зокрема міського населення було 3175, а сільського — 33876.
Серед мешканців округу чоловіків було 18524, а жінок — 18527. В окрузі було 15779 домогосподарств, 11298 родин, які мешкали в 33470 будинках.
Середній розмір родини становив 2,68.
Віковий розподіл населення поданий у таблиці:
| Стать    | До 15 років | 15-21 | 22-29 | 30-39 | 40-49 | 50-65 | 65-85 | Понад 85 |
| -------- | ----------- | ----- | ----- | ----- | ----- | ----- | ----- | -------- |
| Чоловіки | 3212        | 1440  | 1311  | 2109  | 2601  | 4378  | 3333  | 140      |
| Жінки    | 2820        | 1395  | 1231  | 2176  | 2824  | 4531  | 3207  | 343      |

## Суміжні округи
- Морган — північ
- Міллер — північний схід
- Пуласкі — схід
- Лаклід — південний схід
- Даллас — південний захід
- Гікорі — захід
- Бентон — північний захід

## Виноски
1. ↑  U.S. Decennial Census. United States Census Bureau. Архів оригіналу за 26 квітня 2015. Процитовано 14 листопада 2014.
2. ↑  Historical Census Browser. University of Virginia Library. Архів оригіналу за 11 серпня 2012. Процитовано 14 листопада 2014.
3. ↑  Population of Counties by Decennial Census: 1900 to 1990. United States Census Bureau. Архів оригіналу за 3 грудня 2014. Процитовано 14 листопада 2014.
4. ↑  Census 2000 PHC-T-4. Ranking Tables for Counties: 1990 and 2000 (PDF). United States Census Bureau. Архів оригіналу (PDF) за 18 грудня 2014. Процитовано 14 листопада 2014.
5. ↑  State & County QuickFacts. United States Census Bureau. Архів оригіналу за 14 листопада 2015. Процитовано 7 вересня 2013.(англ.) Наведено за англійською вікіпедією.
6. ↑  American FactFinder. Бюро перепису населення США. Архів оригіналу за 29 липня 2011. Процитовано 31 січня 2008.

| США | Це незавершена стаття з географії США. Ви можете допомогти проєкту, виправивши або дописавши її. |